# Вітсандей (острови)
Вітсандей (англ. Whitsunday Islands) — тихоокеанський архіпелаг в Кораловому морі на північний схід від Квінсленда в Австралії. Виділяються в окремий регіон.

## Географія
Складаються з 74 островів, з яких населені сімнадцять. Більшість островів мають статус національного парку. В геологічному плані є частиною вулканічної материкової гряди.
Архіпелаг складається з чотирьох груп островів:

### Група Вітсандей
- Бірд (Bird Island)
- Блек (Black Island)
- Бордер (Border Island)
- Сід (Cid Island)
- Коурі (Cowrie Island)
- Делорейн (Deloraine Island)
- Дент (Dent Island)
- Дамбелл (Dumbell Island)
- Дангарра (Dungarra Island)
- Еск (Esk Island)
- Фітзалан (Fitzalan Island)
- Гамільтон (Hamilton Island)
- Гарольд (Harold Island)
- Хейслвуд (Haslewood Island)
- Хайман (Hayman Island)
- Хеннінг (Henning Island)
- Хук (Hook Island)
- Іребі (Ireby Island)
- Лангфорд (Langford Island)
- Лонг (Long Island)
- Лаптон (Lupton Island)
- Ніколсон (Nicolson Island)
- Персеверанс (Perseverance Island)
- Плам Пуддінг (Plum Pudding Island)
- Тіг (Teague Island)
- Титан (Titan Island)
- Вітсандей (Whitsunday Island)
- Віррейнбела (Wirrainbela Island)
- Воркінгтон(Workington Island)

### Група Ліндеман
- Байнхем (Baynham Island)
- Корнстон (Cornston Island)
- Гаїбірра (Gaibirra Island)
- Тріангль (Triangle Island)
- Кейсер (Keyser Island)
- Ліндеман (Lindeman Island)
- Літтл Ліндеман (Little Lindeman Island)
- Махер (Maher Island)
- Манселл (Mansell Island)
- Пентекост (Pentecost Island)
- Сіфорт (Seaforth Island)
- Шоу (Shaw Island)
- Томас (Thomas Island)
- Волсков (Volskow Island)

### Група Моллс
- Дейдрім (Daydream Island)
- Денман (Denman Island)
- Гоат (Goat Island)
- Плантон (Planton Island)
- Мід Молл (Mid Molle Island)
- Норт Молл (North Molle Island)
- Саут Молл (South Molle Island)

### Північна група
- Арміт (Armit Island)
- Дубл Коун (Double Cone Island)
- Ешелбі (Eshelby Island)
- Глостер (Gloucester Island)
- Грассі (Grassy Island)
- Гамбрелл (Gumbrell Island)
- Олден (Olden Island)
- Раттрей (Rattray Island)
- Сейддлбек (Saddleback Island)